# 훙웨이구

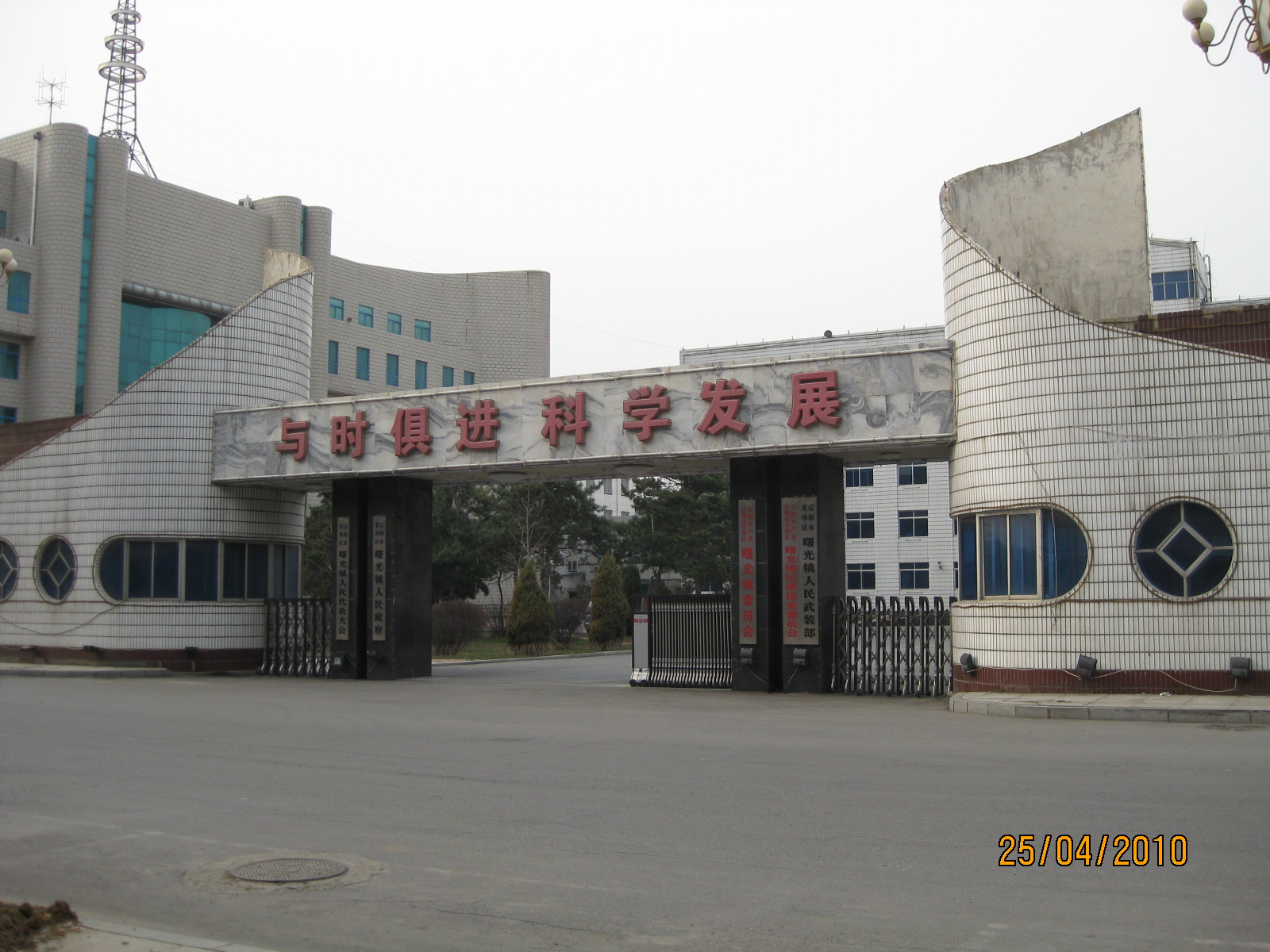

훙웨이구(한국어: 굉위구, 중국어: 宏伟区, 병음: Hóngwěi Qū)는 중화인민공화국 랴오닝성 랴오양 시의 행정구역이다. 넓이는 59km2이고, 인구는 2007년 기준으로 120,000명이다.

## 행정 구역
4개 가도, 1개 진을 관할한다.
- 가도: 长征街道, 新村街道, 工农街道, 光华街道.
- 진: 曙光镇.